# Bahnhof Gobabis

Der Bahnhof Gobabis ist der Bahnhof der TransNamib-Eisenbahngesellschaft in der Stadt Gobabis. 
Der Kopfbahnhof ist  Endbahnhof der Bahnstrecke Windhoek–Gobabis. Er wurde Ende 1930 in Betrieb genommen.
Die geplante, 1500 km lange Trans-Kalahari-Eisenbahn soll in Gobabis mit dem bestehenden Schienennetz verbunden werden und von hier den Anschluss über Windhoek zum Hafen Walvis Bay an der Atlantikküste erhalten.
Heute (2018) findet hier nur noch Güterverkehr statt.

## Galerie

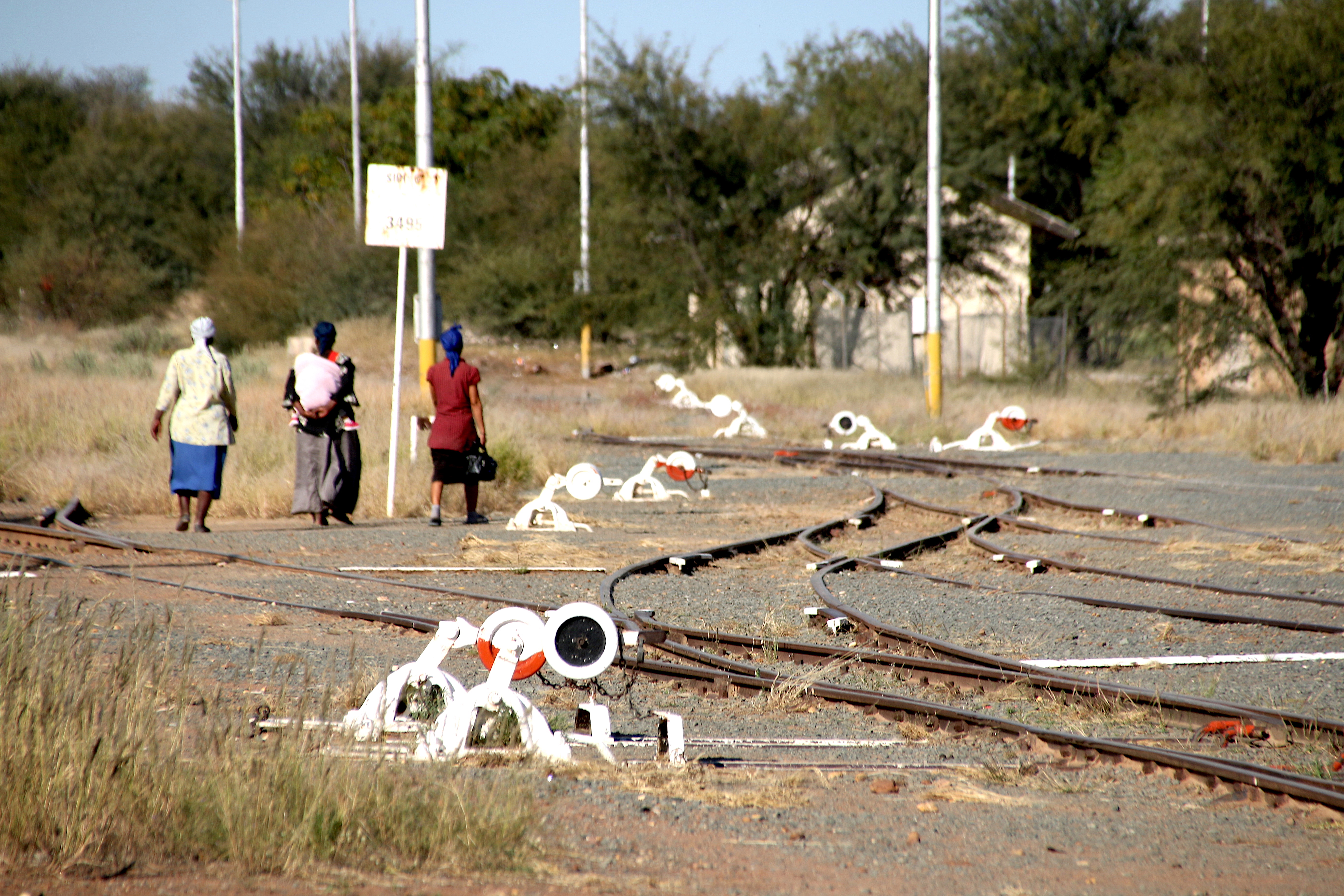
Bahnhof Gobabis (2018)
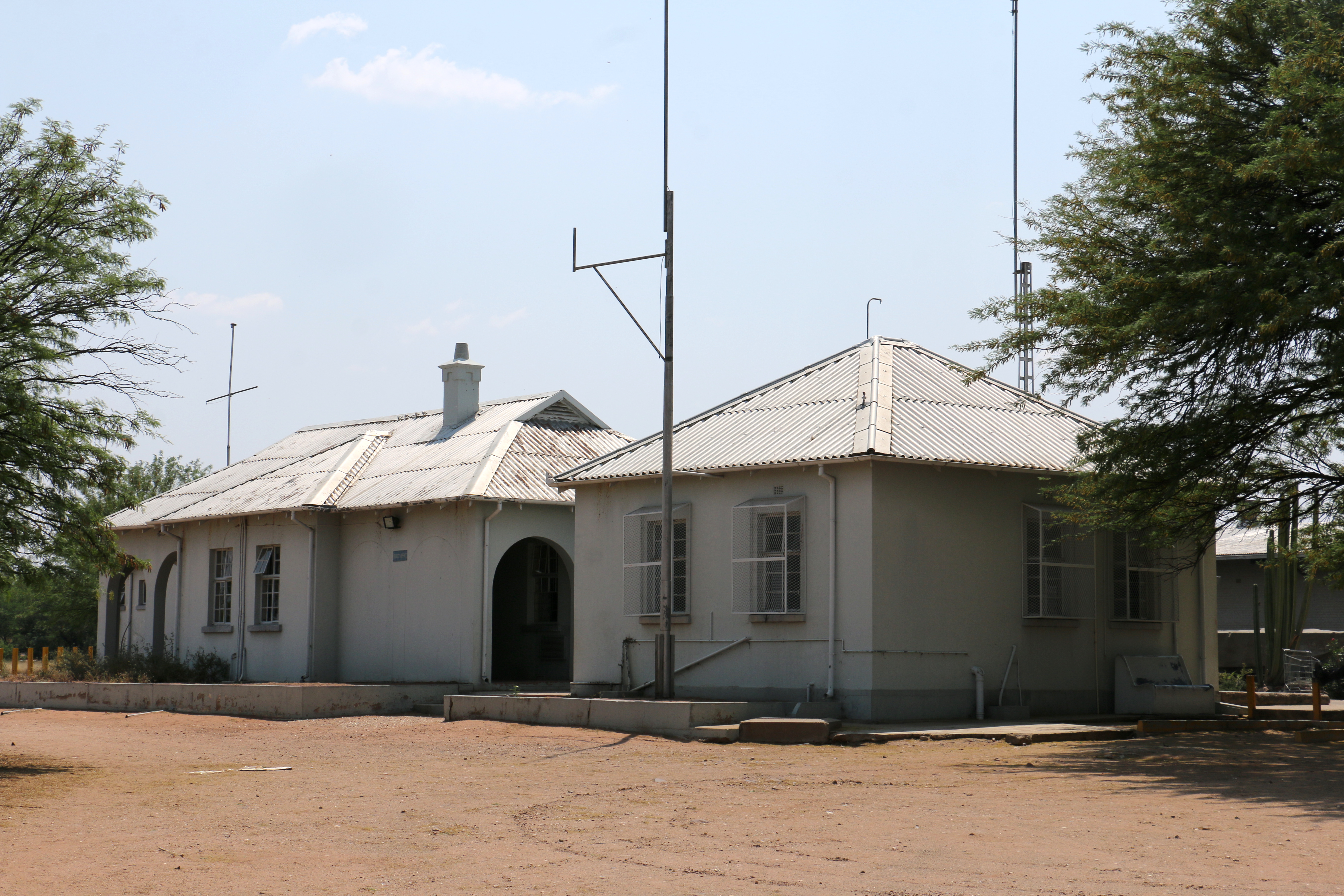
Bahnhofsgebäude
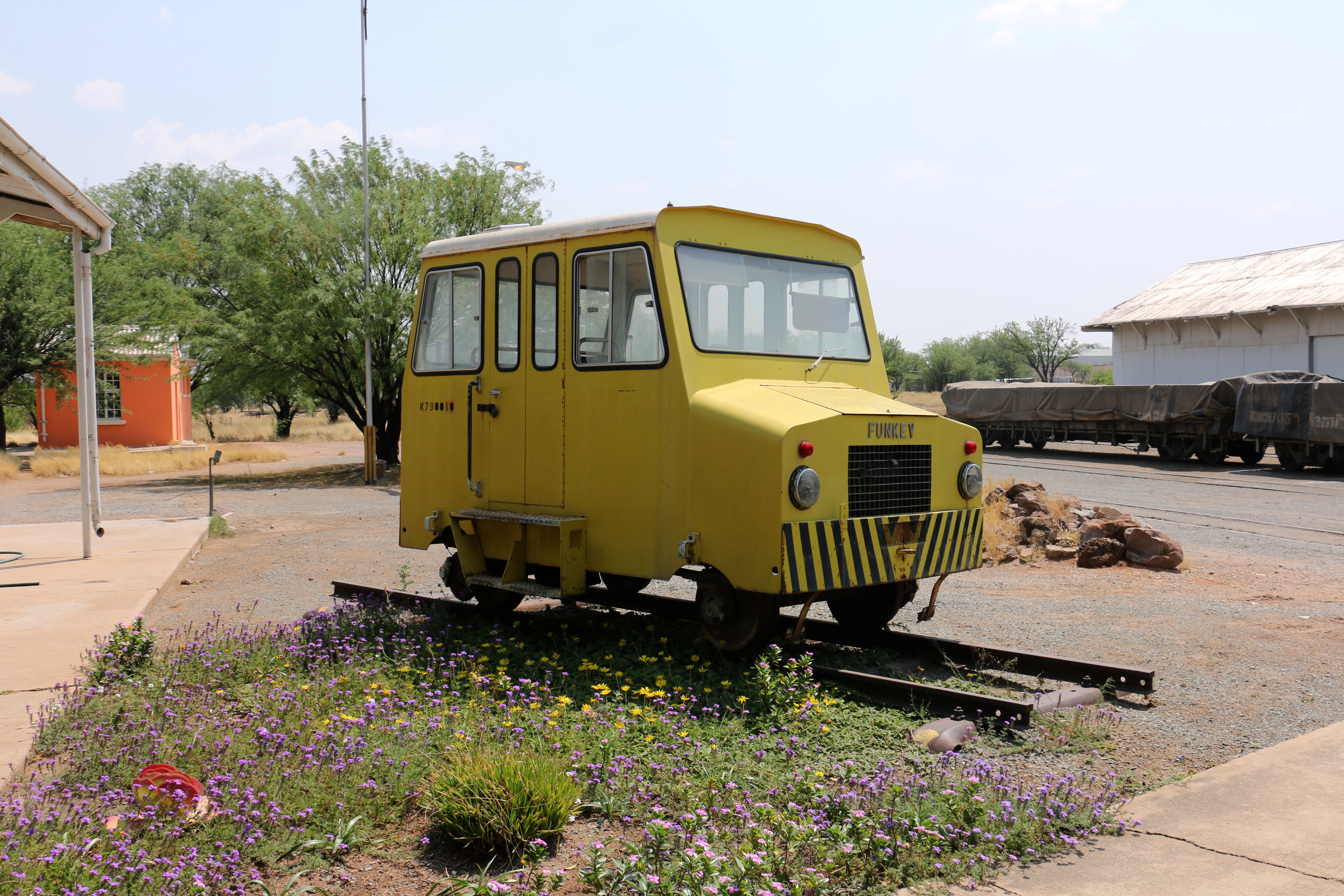
Alte Motordraisine beim Bahnhof
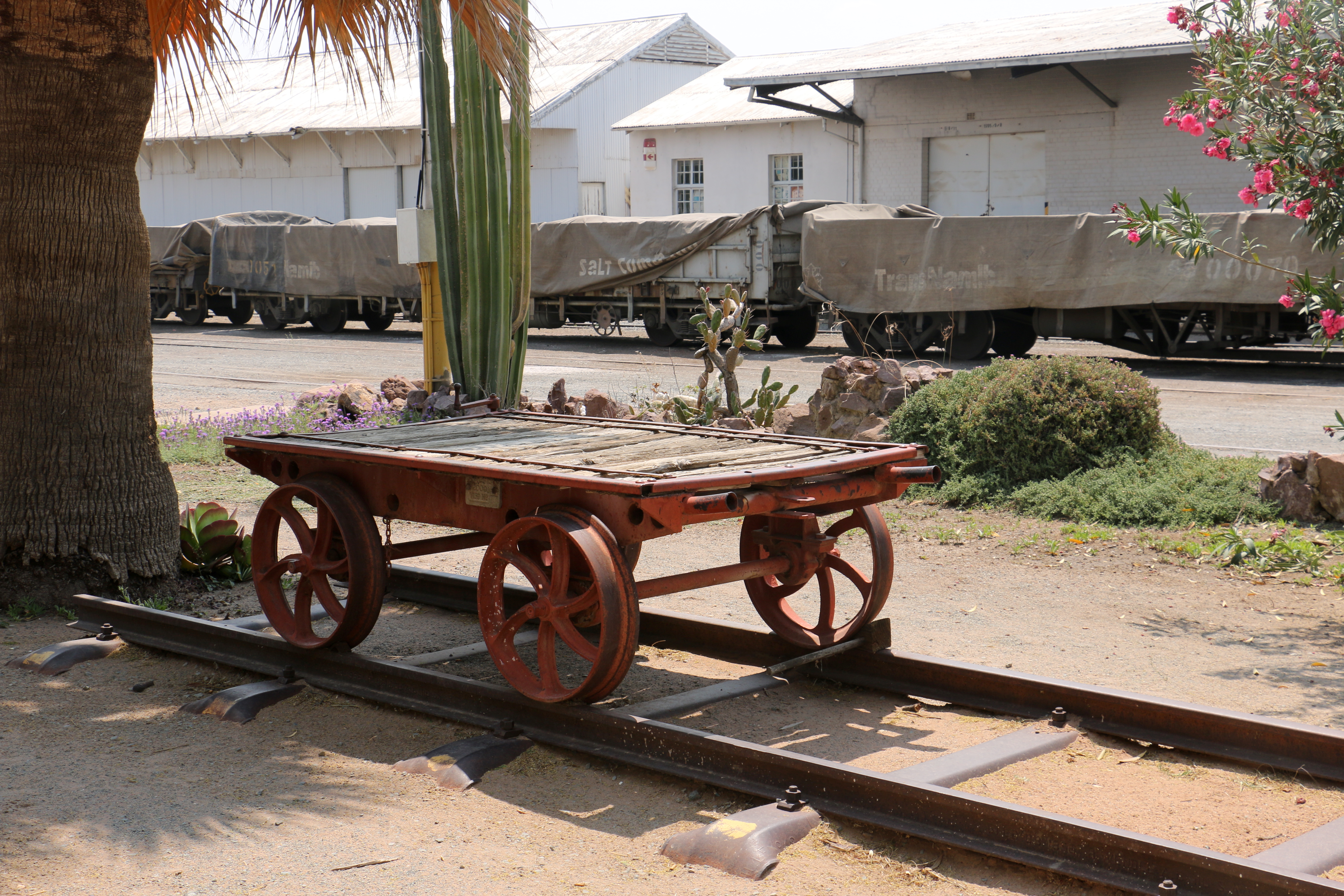
Bahnhof Gobabis